# Улрих I фон Гамертинген
Улрих I фон Гамертинген (на немски: Ulrich I von Gammertingen; * ок. 1055/1060; † 18 септември 1110) е граф на Гамертинген в днешен Баден-Вюртемберг.

## Биография
Той е единствен син на Арнолд фон Гамертинген († 1090). Първата резиденция на фамилията е построеният от 1050 до 1100 г. замък Балденщайн при Гамертинген.
Улрих I фон Гамертинген умира на 18 септември 1110 г. и е погребан в манастир Цвифалтен. Ок. 1150 г. замъкът изгаря и не се построява отново. Фамилията измира от 1170 до 1180 г. Гробницата им е намерена през 1983 г. в църквата Св. Михаелис в Гамертинген. Наследени са в началото на 13 век от графовете на Феринген и от граф Бертхолд I фон Вайсенхорн-Нойфен, женен пр. 1167 г. за внучка му Аделхайд. През 1806 г. територията отива към княжество Хоенцолерн-Зигмаринген.

## Фамилия
Улрих I фон Гамертинген се жени за Аделхайд фон Дилинген († 1 декември 1141, Цвифалтен като монахиня), дъщеря на граф Хартман I фон Дилинген († 1120/1121) и наследничката Аделхайд фон Винтертур-Кибург († 1118/1125). Те имат децата:
- Бадерих, граф?
- Улрих II фон Гамертинген († 18 септември 1150 като монах в Цвифалтен), 1116 граф на Гамертинген, 1134 и 1137 граф на Ахалм, фогт на „Ст. Гален“, женен за принцеса Юдит фон Церинген († сл. 5 август 1144), дъщеря на херцог Бертхолд II фон Церинген, баща на
  - Улрих III фон Гамертинген († ок. 1165), женен за Аделхайд († пр. 1150), баща на
    - Удилхилд фон Гамертинген († сл. 26 октомври 1191 в Отобойрен, като монахиня), омъжена за граф и маркграф Хайнрих I фон Ронсберг († пр. 6 септември 1191)
- Адалберт I фон Гамертинген († пр. 13 октомври 1150 като монах), 1113 граф на Гамертинген, 1134 – 1142 граф на Ахалм-Хетинген, 1138 – 1139 монах в Цвифалтен, женен за Аделхайд († 9 януари), баща на
  - Адалберт II фон Ахалм-Хетинген († пр. 12 септември 1172), баща на
    - Аделхайд фон Гамертинген († 10 март сл. 1208), омъжена пр. 1167 г. за Бертхолд I фон Вайсенхорн-Нойфен († 1221), граф на Вайсенхорн, Нойфен, Ахалм (при Ройтлинген) и Хетинген.